# جزر و مد زمین
جزر و مد زمین (انگلیسی: Earth tide) که همچنین به نام‌های جزر و مد جامد زمین، جزر و مد پوسته، جزر و مد بدنه یا پیکر زمین نیز شناخته می‌شود- جابجایی سطح جامد زمین ناشی از گرانش ماه و خورشید است. جزء اصلی آن دارای دامنه سطح متر در دوره‌های (نیم‌روزه) حدود ۱۲ ساعت و بیشتر است. بزرگترین اجزای جزر و مد زمین نیمه روزانه هستند، اما دوره‌های روزانه، نیمه سالانه و دو هفته‌ای قابل توجهی نیز وجود دارد. اگرچه نیروی گرانشی که باعث جزر و مد زمین و جزر و مد اقیانوس‌ها می‌شود یکی است، اما واکنش‌ها به آن کاملاً متفاوت است.

## افزایش نیروی کشندی
بزرگترین از نیروهای گرانشی تناوبی از ماه است، اما نیروی خورشید نیز دارای اهمیت است. تصاویر اینجا نیروی جزر و مدی ماه را هنگامی که ماه مستقیماً در ۳۰ درجه شمالی (یا ۳۰ درجه جنوبی) ظاهر می‌شود نشان می‌دهد. این الگو با ناحیه قرمزی که به سمت ماه (یا مستقیماً دور آن) است ثابت می‌ماند. قرمز نشان دهندهٔ کشش به سمت بالا، آبی کشش به سمت پایین است. برای مثال، اگر ماه مستقیماً بیش از ۹۰ درجه غربی (یا ۹۰ درجه شرقی) باشد، مناطق قرمز در مرکز نیمکره شمالی غربی، در سمت راست بالا قرار دارند. قرمز بالا، آبی پایین.
برای مثال، اگر ماه مستقیماً بیش از ۹۰ درجه غربی (۹۰ درجه شرقی) باشد، مرکز ناحیه قرمز ۳۰ درجه شمالی، ۹۰ درجه غربی و ۳۰ درجه جنوبی، ۹۰ درجه شرقی است، و مرکز نوار مایل به آبی از بزرگ پیروی می‌کند. دایره‌ای با فاصلهٔ مساوی از آن نقاط در عرض جغرافیایی ۳۰ درجه یک قلهٔ قوی، یک بار در هر روز قمری رخ می‌دهد که نیروی روزانه قابل توجهی را در آن عرض جغرافیایی ایجاد می‌کند. در امتداد خط استوا، دو قله (و فرورفتگی) با اندازه مساوی نیروی نیمه روزانه ایجاد می‌کنند.